# 相生垣瓜人
相生垣 瓜人（あいおいがき かじん、1898年（明治31年）8月14日- 1985年（昭和60年）2月7日）は、俳人。本名・貫二。

## 生涯
兵庫県加古郡高砂町（現・高砂市）に生まれる。1920年、東京美術学校製版科を卒業。同年に浜松工業学校（現在の静岡県立浜松工業高等学校）に図案科教員として赴任。1928年より「ホトトギス」に、1930年より水原秋桜子の「馬酔木」、阿波野青畝の「かつらぎ」に投句。1933年、秋桜子の「ホトトギス」離反に従い「馬酔木」に所属、同年「馬酔木」同人。1937年「馬酔木」の「新葉抄」選者を任される。
戦中、6年ほど句作を中断したのち、1947年「あやめ」に参加。1948年復刊した「馬酔木」への投句を再開。1949年、浜松放送局聴取者文芸俳句選者。1950年「あやめ」が「海坂」（うなさか）に改題、同誌で百合山羽公と共選。1976年、句集『明治草』他で第10回蛇笏賞を受賞。句集には他に『微茫集』がある。代表句に「家に居ても見ゆる冬田を見に出づる」「クリスマス佛は薄目し給へり」など。戦後から飄逸味のある独特の句風を発展させ、その句境は「瓜人仙境」と呼ばれた。1985年、風邪から心筋梗塞を併発し、意識を失ったまま永眠。享年86。

## 句集
- 微茫集（1955年7月、近藤書店）
- 明治草（1975年12月、海坂発行所）
- 相生垣瓜人全句集（2006年、角川書店）

## 関連文献
- 山田みづえ 『言はでものこと 相生垣瓜人文集』 東京美術、1986年